# 努斯科
努斯科（義大利語：Nusco），是意大利阿韦利诺省的一个市镇。总面积53平方公里，人口4354人，人口密度82.2人/平方公里（2009年）。ISTAT代码为064066。